# 돌핀 (파일 관리자)
돌핀(Dolphin)은 KDE용 파일 관리자이다. KDE 4부터 기본 파일 관리자로 지정되었으며, KDE 3에서도 설치하여 사용할 수 있다.
이전 KDE 버전에서는 컹커러가 웹 브라우저와 파일 관리자의 역할을 도맡았다. 하지만 수 년간 많은 사용자로부터 단순한 파일 찾기로 사용하기에는 컹커러가 너무 복잡하다는 지적에 따라 분리되었다. KDE 4에서는 돌핀이 컹커러와 많은 코드를 공유하지만, 컹커러는 앞으로 웹 브라우저 기능에 충실해질 예정이다. 물론 현재 컹커러도 파일 관리자로 사용할 수 있다.

## 기능
- 이동 경로 표시
- 세 가지 보기 기능 (아이콘, 자세히, 열)
- 파일 미리보기
- 네트워크 폴더 기능 (KDE의 KIO slaves 사용)
- 나누기 기능 (파일을 복사하고 옮기는 데 사용)
- 실행 취소/재실행 기능
- NEPOMUK 통합

## 같이 보기
- 그놈 파일
- 토탈 커맨더